# Escut de Castellserà

Escut oficial de Castellserà

L'escut oficial de Castellserà té el següent blasonament:
Escut caironat: de gules, un castell obert d'argent sobremuntat d'una serra d'argent. Per timbre una corona mural de poble.

## Història
Va ser aprovat el 2 de març de 1995 i publicat al DOGC el 13 del mateix més amb el número 2023.
El castell de Castellserà (del segle XII) i la serra són senyals parlants al·lusius al nom del poble.